# MALDI-TOF
MALDI-TOF ist eine Methode der Massenanalyse von chemischen Verbindungen. Das Verfahren kombiniert die Matrix–Assistierte Laser–Desorption–Ionisierung (MALDI) mit der Flugzeitanalyse (engl. time of flight, TOF) freigesetzter Ionen zur Massenspektrometrie.

## Geschichte

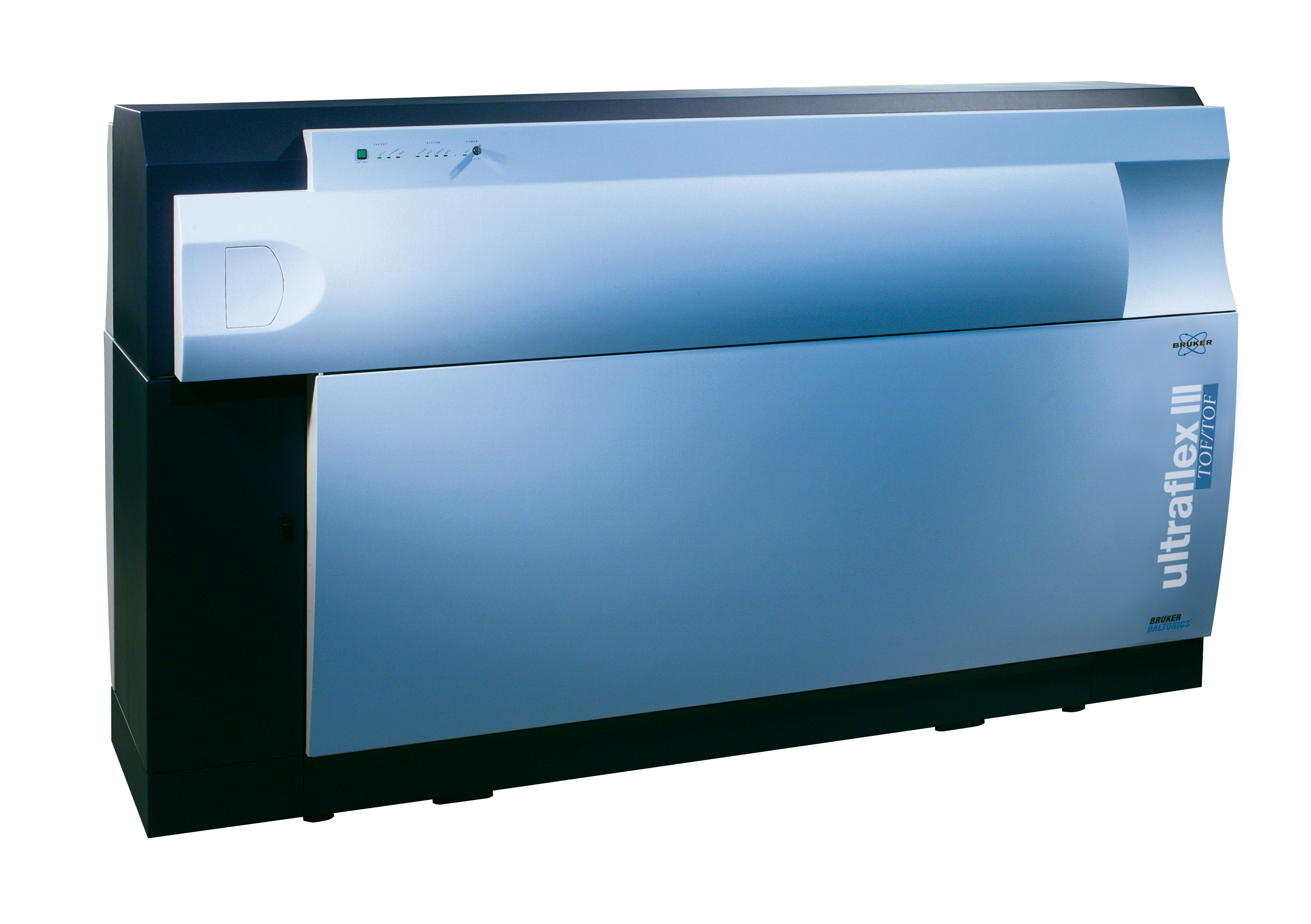
MALDI-TOF/TOF Massenspektrometer von der Firma Bruker

Das Akronym MALDI, geprägt 1985 von Michael Karas, Doris Bachmann und Franz Hillenkamp, bedeutet Matrix-assistierte Laser-Desorption-Ionisierung. Sie fanden heraus, dass die Aminosäure Alanin zu ionisieren war, wenn man die Aminosäure Tryptophan dazugab. Denn nur Tryptophan absorbiert die Energie eines Pulslasers bei 266 nm und hilft, das nicht absorbierende Alanin zu ionisieren. Einen entscheidenden Fortschritt erzielte die Gruppe um Koichi Tanaka, als sie winzige Kobalt-Partikel (30 nm) zu Glyzerin mischten und einen preiswerten Stickstofflaser (337 nm) einsetzte. Mit solcher Matrix-Laser-Kombination ließen sich große Biomoleküle wie die Carboxypeptidase-A ionisieren. Im Jahr 2002 erhielt Tanaka ein Viertel des Nobelpreises für Chemie.
Anfang der 1990er Jahre kamen erste kommerzielle Instrumente auf den Markt und machten MALDI einer breiten Anwendung und weiterer Forschung zugänglich.

## Funktionsweise
MALDI ist ein dreistufiger Prozess:

Matrix-unterstützte Laser-Desorption/Ionisation (MALDI)

Schematische Darstellung eines Flugzeitmassenspektrometers mit Reflektron

- Die Probe wird mit unterstützendem Matrix-Material versehen und auf einem Träger fixiert.
- Ein gepulster Laser-Strahl löst Moleküle als heißes Gas aus der Probe; dieser Vorgang wird Ablation bzw. Desorption genannt.
- Die Abgabe oder Annahme von Protonen wandelt die befreiten Moleküle zu Ionen.[6]

Schließlich werden die Ionen in einem Massenspektrometer beschleunigt und ihre jeweilige TOF registriert.
MALDI-TOF dient zur Analyse großer Moleküle und (Bio-)Polymere. Die Moleküle einer Probe werden zuerst ionisiert (MALDI) und dann mittels Massenspektrometrie entsprechend ihrer Flugzeit (TOF) analysiert.
Bei MALDI ionisiert man den Analyten mittels Laserbeschuss über eine Matrix, in welche die eigentlichen Analyten eingebettet sind. Für eine genauere Erläuterung dieses Schritts siehe Matrix-unterstützte Laser-Desorption/Ionisation (MALDI).
Die entstandenen Ionen werden in einem elektrischen Feld beschleunigt. Typische Beschleunigungsspannungen hierfür liegen bei 10–30 kV. Wegen der gepulsten Ionenerzeugung bietet sich für die Massenanalyse ein TOF-Analysator (Time-of-flight Massenspektrometer, teilweise mit Reflektron) an.
Die Flugzeit ({\displaystyle {\mathtt {tof}}}) der Ionen ist folgendermaßen von ihrer Masse ({\displaystyle m}) und ihrer Ladungszahl ({\displaystyle z}) abhängig: {\displaystyle {\mathtt {tof}}\propto {\sqrt {\frac {m}{z}}}}
Ein Ionendetektor (oft ein Sekundärelektronenvervielfacher wie etwa eine Mikrokanalplatte) wandelt die ankommenden Ionen in ein elektrisches Signal um. Der Vorteil dieser Messmethode ist die schnelle Analyse eines vergleichsweise großen Massenbereichs. Bemerkenswert ist, dass der TOF-Analysator keine prinzipielle Massenbegrenzung zu großen Massen hin besitzt, so dass schon Ionen von m/z bis zu 1.000.000 gemessen wurden. Als ionisierte Spezies treten vor allem die Pseudomolekülionen [M+H]+, [M+Na]+ oder auch [M+K]+ auf. Das Auftreten (bzw. die relativen Intensitäten) der unterschiedlichen Spezies hängt jedoch stark von der Vorgeschichte der Probe sowie von der Substanzklasse an sich ab.
Da Membranproteine oder Lipide ohne Tenside nicht wasserlöslich sind und Tenside bei der MALDI-TOF-MS stören, werden teilweise spaltbare Tenside verwendet. Spaltbare amphiphile Derivate von α-Cyano-4-hydroxyzimtsäure (CHCA), die über Formaldehyd an Decanol gekoppelt wurden, müssen dagegen nicht entfernt werden, da sie gleichzeitig als Matrix in der MALDI-TOF-MS verwendet werden können. Ebenso kann eine Matrix aus α-Cyano-4-hydroxyzimtsäure mit dem Tensid CTAB bei der MALDI-TOF-MS verwendet werden. Es gibt Matrix-Mischungen, die weniger empfindlich gegenüber Tensiden sind.

## Anwendung

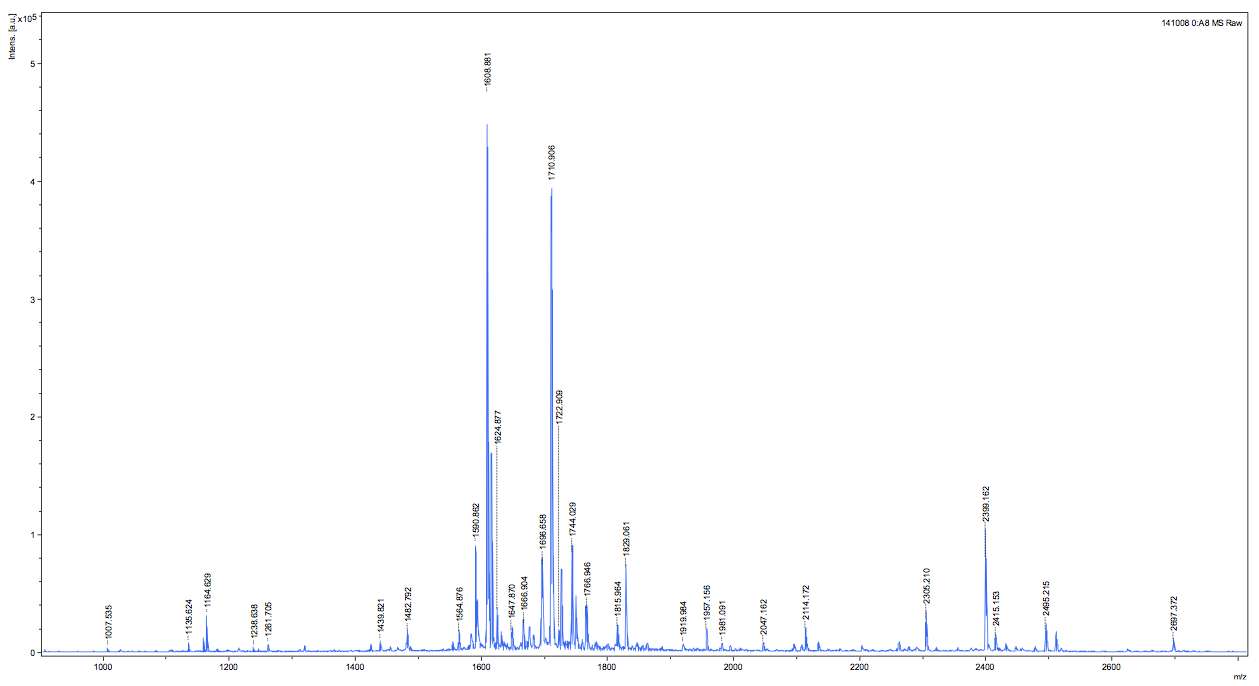
Massenspektrum eines SDS-PAGE-Gels nach tryptischem Verdau

Von der Matrix abgesehen, ist MALDI-TOF eine markierungsfreie Methode, bei der keine Farbstoffe, Antikörper oder radioaktive Elemente benötigt werden. Deswegen steht sie einem breiten Anwendungsgebiet zur Verfügung, nicht nur der technischen Materialkontrolle, sondern auch biologischen und medizinischen Fragen.

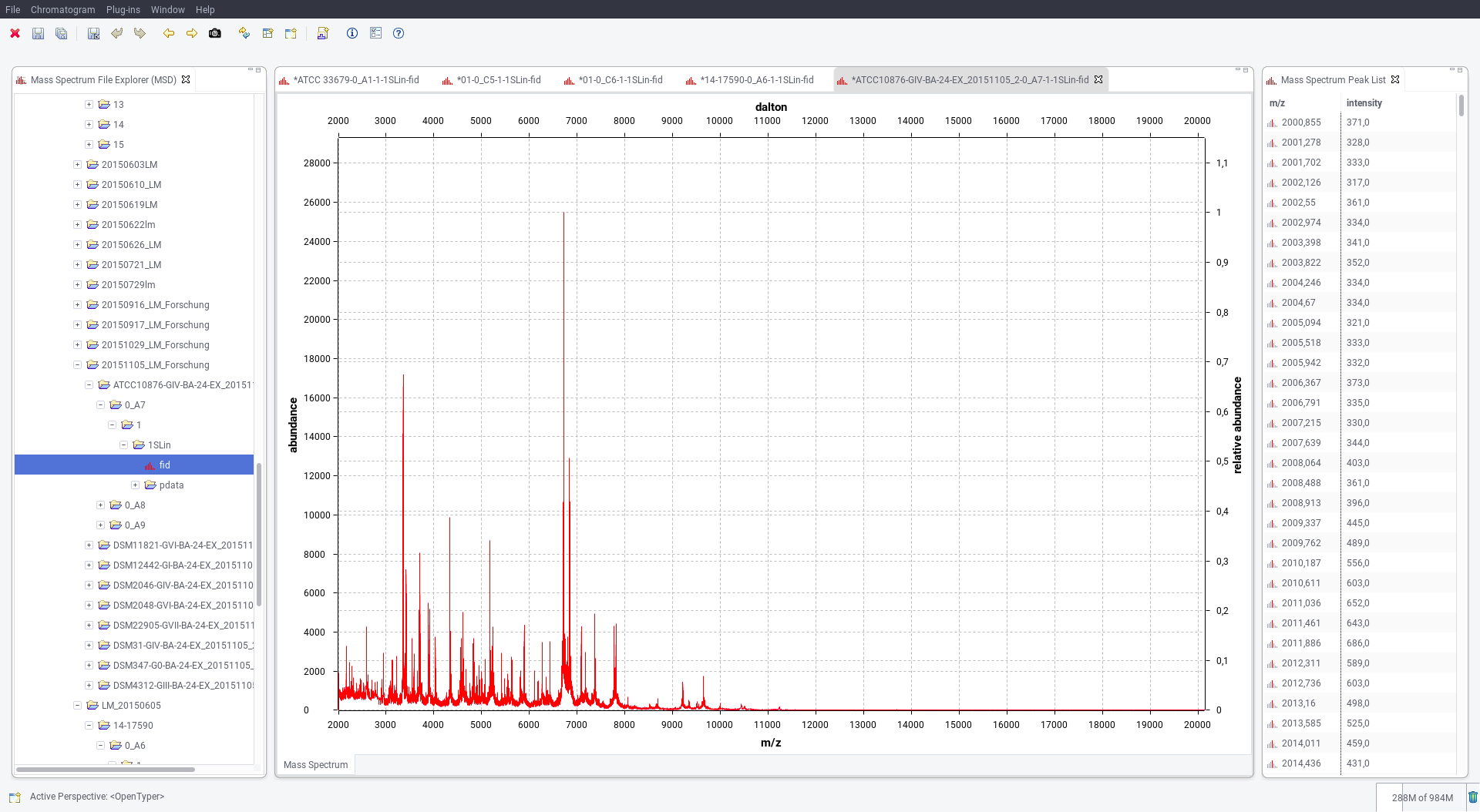
Massenspektrum von Bacillus cereus (ATCC 10876) dargestellt in OpenChrom

In der Bakteriologie kann die Technologie zur Identifizierung der Spezies verwendet werden. Messungen von isolierten Reinkulturen gleicht man mittels Referenzspektren aus einer Datenbank ab. Im Vergleich zu molekularbiologischen Methoden wie der 16S rRNA- oder ITS-Sequenzierung sind die laufenden Kosten deutlich geringer, weshalb das Verfahren auch verstärkt in der Lebensmittelmikrobiologie eingesetzt wird, um die Produktsicherheit und Betriebshygiene zu erhöhen. Für hochpathogene Mikroorganismen werden die Geräte in Laboren mit entsprechender biologischer Schutzstufe aufgestellt und die Kulturen vorher sicher inaktiviert.
Die Behördliche Lebensmittelüberwachung in Deutschland arbeitet in Kooperation mit Handelslaboratorien und medizinischen Versorgungszentren an der Erstellung einer Austauschplattform von Spektrenbibliotheken, um den wissenschaftlichen Austausch zu fördern. Neben Mikroorganismen ist es Lebensmittelchemikern des CVUA Stuttgart gelungen, auch eine Methode zur Differenzierung von Säugetier-Spezies zu entwickeln, um Lebensmittelbetrug in der Gastronomie aufzudecken. Eine Identifizierung von Tierarten ist auch in Milchprodukten wie Mozzarella und Feta möglich. Die Technik lässt sich auf die Authentifizierung von Fisch übertragen.
Bei der Diagnose von Tumoren mit dem Mikroskop sind bösartige von normalen Zellen zu unterscheiden. MALDI-TOF könnte auf Grund des Proteinmusters auf die Aggressivität einer Geschwulst oder auf ihre Empfindlichkeit gegenüber einer Therapie hinweisen. Die Methode unterstützt die Tumor-Typisierung und mag zum objektiven Grading beitragen. Für die morphologische Zuordnung des MALDI-Bildes bedarf es eines gefärbten Bildes von demselben Gewebeschnitt. Die genaue Überlagerung zweier Pixel-Dateien gehört in der digitalen Mikroskopie zur Routine.
In der Kunststoffanalytik kann die Molmasse sowie der Molmassenverteilung mittels MALDI-TOF MS überprüft werden.

## Mehrfach-geladene Ionen
Mit der MALDI-Technik werden hauptsächlich ein- bis zweifach geladene Ionen generiert. Ausnahmen wurde bei Ionisierung sowohl mit einem Infrarotlaser als auch mit einem Stickstofflaser unter Atmosphärendruck beobachtet, wo mehrfach-geladene Ionen ähnlich denen, die mit Elektrospray-Ionisation erzeugt werden (z. B. Protein-Ladungszustandsverteilungen), gemessen wurden.